# Norsk Kvinnesaksforening
Norsk Kvinnesaksforening (NKF) er en norsk tværpolitisk organisation der arbejder for ligestilling mellem kønnene og alle pigers og kvinders menneskerettigheder. Den blev etableret i 1884 og er Norges ældste politiske organisation efter partiet Venstre. NKF står for en inkluderende og progressiv liberal feminisme og har til formål at repræsentere alle, der identificerer sig som piger og kvinder. Foreningen er tværpolitisk med medlemmer fra Høyre til Sosialistisk Venstreparti og har altid været åben for alle uanset køn. NKF var historisk set den vigtigste organisation inden for den borgerlige kvindesagsbevægelse og havde oprindelig tætte bånd til Venstre. NKF er medlem af International Alliance of Women og er den norske søsterorganisation af Dansk Kvindesamfund.

## Historie
Norsk Kvinnesaksforening (dengang skrevet Norsk Kvindesagsforening) blev etableret 28. juni 1884 for at "virke for at skaffe Kvinden den hende tilkommende Ret og Plads i Samfundet". Dens grundlæggere bestod af 171 mænd og kvinder, blandt dem et stort antal parlamentsmedlemmer, en række tidligere og senere statsministre fra Venstre, redaktørerne af de store liberale aviser, den senere Højre-statsminister Francis Hagerup og andre kendte personer fra det politiske og offentlige liv. Ved stiftelsen blev Camilla Collett udnævnt til æresmedlem.
Organisationen har bl.a. arbejdet for kvinders stemmeret, retten til arbejde og etableringen af Likestillingsrådet, forløberen til Likestillings- og diskrimineringsombudet. Norsk Kvinnesaksforening er medlem i International Alliance of Women, der har generel rådgivende status i FN's økonomiske og sociale råd. NKF havde i mange år kontorer i Sehesteds gade 1 i Oslo, og har nu kontorer på Majorstuen i Oslo.

## Formænd (til 1974) og ledere (efter 1974)
- Stortingsrepræsentant Hagbard Berner 1884–1885
- Statsministerinde Anna Stang 1885–1886
- Skolebestyrer Ragna Nielsen 1886–1888
- Cand.jur. Anna Bugge 1888–1889
- Skolebestyrer Ragna Nielsen 1889–1895
- Statsministerinde Randi Blehr 1895–1899
- Statsministerinde Fredrikke Marie Qvam 1899–1903
- Statsministerinde Randi Blehr 1903–1922
- Stortingsrepræsentant Aadel Lampe 1922–1926
- Redaktør Fredrikke Mørck 1926–1930
- Journalist Anna Hvoslef 1930–1935
- Kitty Bugge 1935–1936
- Forfatter Margarete Bonnevie 1936–1946
- Rektor Dakky Kiær 1946–1952
- Cand.phil. Ingerid Gjøstein Resi 1952–1955
- Cand.oecon. Marit Aarum 1955–1956
- Læge og stortingsrepræsentant Signe Swensson 1956
- Minister og ligestillingsombud Eva Kolstad 1956–1968
- Cand.oecon. Clara Ottesen 1968–1972
- Lektor Kari Skjønsberg 1972–1978
- Højesteretsdommer Karin Maria Bruzelius 1978–1984
- Ligestillingsombud Sigrun Hoel 1984–1988
- Direktør Irene Bauer 1988–1990
- Lektor Siri Hangeland 1990–1992
- Bjørg Krane Bostad 1992–1994
- Rektor og specialrådgiver Kjellaug Pettersen 1994–1998
- Lektor Siri Hangeland 1998–2004
- Dr.ing. Berit Kvæven 2004–2006
- Stortingsrepræsentant Torild Skard 2006–2013
- Professor Margunn Bjørnholt 2013–2016
- Stortingsrepræsentant Marit Nybakk 2016–2018
- Højesteretsdommer Karin Maria Bruzelius 2018–2020
- Professor Anne Hege Grung 2020–